# 斗破苍穹 (电视剧)
《斗破苍穹》（英語：Fights Break Firmament / Battle Through the Heaven），是一部2018年中国大陆武侠古装剧。本剧改编自网络作家天蚕土豆的同名网络小说，由吴磊、林允、李沁、陈楚河、辛芷蕾、刘美彤、谷嘉诚、伍嘉成、肖战、彭楚粤领衔主演。2017年1月，宣布電視劇開拍，该剧于2018年9月3日登陆湖南卫视首播，9月4日台灣CHOCO TV首播。

## 播出时间
| 频道          | 所在地   | 播出日期       | 播出时间                                    | 备注         |
| ------------- | -------- | -------------- | ------------------------------------------- | ------------ |
| 湖南卫视      | 中国大陆 | 2018年9月3日   | 星期一至三 22:00 - 23:50                    | 青春进行时   |
| 湖南卫视      | 中国大陆 | 2018年10月3日  | 星期三至四 22:00 - 23:50                    | 青春进行时   |
| 腾讯视频      | 中国大陆 | 2018年9月3日   | VIP当日24:00同步衛視更新 非VIP次日24:00更新 |              |
| CHOCO TV      | 臺灣     | 2018年9月4日   | 每週四至五 00:00更新                        | 連兩集更新   |
| Astro全佳HD   | 马来西亚 | 2018年9月10日  | 星期一至三 20:30 - 22:15                    | 两集连播     |
| HUB娛家戲劇台 | 新加坡   | 2018年12月17日 | 星期一至五 20:00 - 21:00                    |              |
| Astro Ria     | 马来西亚 | 2023年2月11日  | 星期一至五 17:00 - 18:00                    | 马来语配音版 |

## 演員列表
| 演員                                     | 角色          | 介紹 |
| 吳磊 童年(九歲): 释小松 童年(五歲): 潘琪 | 蕭炎          | 鬥气修炼天才，天资聪颖、毅力惊人。在12岁“丧失”了修炼能力，其后三年忍受退婚、家族冷遇等多种打击，后来在药老的引导下，一步一步修仙变强走向鬥气大陆巅峰（此季暫達鬥王層級）。                                                                                               |
| 林允 童年:张馨儿                         | 蕭薰兒/古薰兒 | 古族族长千金。清纯无暇，高傲冷漠，天之骄女，绝代佳人。古族大小姐，自幼在萧家长大。在萧炎被视为废物的三年里，对他不离不弃，一直鼓励萧炎并尽自己的最大努力去帮助她。授任龍母之職，拯救古族人民水火之中。于第42集（卫视版）拿走了萧家的帝陀古玉。                           |
| 陳楚河                                   | 藥塵          | 萧炎的老师，人称药老、药圣。曾为鬥气大陆第一炼药师，遭徒弟背叛刺殺而亡，剩餘的殘存元神，只得潜伏在納戒裡的內部空間之中，終為蕭炎取得保存隨身配戴，后一直伴其左右，帮助萧炎快速变强。後成為鬥帝。                                                                         |
| 孙玮                                     | 萧祖          | 萧家祖先萧玄。年歲已上千歲，因早年吞食一藥丸，演變成六十年清醒一次，一次三十天，剩下時間皆陷入沉睡的狀態。協助蕭炎修整鬥氣功力，因蕭炎自發獨門絕技而傷，放蕭炎離開蕭族鬥技空間。後因與蕭戰搶奪納蘭嫣然被蕭戰與雲山擊敗。                                                 |
| 榮光                                     | 蕭戰          | 五大家族萧家族长，萧炎之父，鬥皇。后被废了鬥气。因云山覬覦蕭家帝陀古玉，蕭戰不從，被雲山綑綁，獻給魂滅生收藏於祭壇。 |
| 李燊                                     | 蕭鼎          | 蕭炎的大堂哥，漠铁佣兵团团长。受族長蕭戰之託，和弟弟蕭厲去塔戈爾創蕭家分支，後遭云嵐宗全數滅族。 |
| 彦希                                     | 萧厉          | 萧炎二堂哥，萧鼎弟弟。後遭云嵐宗全數滅族。 |
| 高翔宇                                   | 萧可          | 萧家族人。 |
| 刘宇轩                                   | 萧宁          | 萧家族人。 |
| 张振江                                   | 萧管家        | 萧家管家。後遭云嵐宗全數滅族。 |
| 刘长生                                   | 万掌柜        | 萧家药铺掌柜。後遭云嵐宗全數滅族。 |
| 刘美彤                                   | 納蘭嫣然      | 云岚宗少宗主，养尊处优，傲气十足。自小与萧炎指腹为婚，后因萧炎实力下降而看不起萧炎，并擅自登门取消婚约。在三年之约败于萧炎（此季暫達鬥王層級）。在晚年的時候被冰皇海波東給擊殺。                                                                                         |
| 李沁                                     | 小醫仙        | 萧炎在魔兽山脉历练时认识的可爱少女，萧炎的红颜知己之一。体质为“厄难毒体”，万毒不侵，修炼《七彩毒经》，无需苦修，只需要不间断地吃毒药，便能快速地提升实力，但体内的毒素会不断累积，导致终有一天会彻底爆发出来，父親是海波東。戲終前，將心脈遭震斷的蕭炎帶回萬獸山谷治療。 |
| 邱心志                                   | 海波东        | 前一代加玛帝国十大强者之一，炎盟长老，人稱冰皇，為人直接，女兒是小醫仙。為女兒心繫蕭炎而大傷腦筋，為女兒終生大事，自助蕭炎打敗帝國煉藥師公會會長法獁。在晚年時成就了鬥帝因此成為了大陸上最強者。                                                                         |
| 凌瀟肅                                   | 韓楓          | 药尘大弟子，六品炼药师，出賣自己的師父，暗中偷襲，後來投靠魂殿，偽裝成迦南學院的教學長老之一。怨恨蕭家，對蕭炎極其嚴格，諷刺，虐待。戲終前，奪取蕭炎手中納戒，進入戒中內部空間，欲與師父藥塵再次索要冷焰與鬥技技法。                                                     |
| 李若彤                                   | 古文心        | 萧炎的母亲，古夏的長女，萧战的妻子，药尘的首徒。美丽端庄，优雅大方，是药尘最钟爱、最器重的弟子。在与魂殿决战之时，因为遭到韩枫的叛变，她蒙受着不白之冤。在第一集之中，自殺以明志。                                                                                       |
| 李子峰                                   | 古元          | 五大家族古族，古文心弟弟，萧薰儿生父。因父亡，升任為第六十四代東龍島島主。 |
| 安                                       | 二伯          | 萧薰儿二伯，萧炎二舅。 |
| 陈威旭                                   | 四叔          | 萧薰儿四叔，萧炎四舅。 |
| 高宏亮                                   | 古夏          | 五大家族古族东龙岛第六十三代岛主，萧薰儿祖父，萧炎外祖父。因喝下范嶗之血，為了不受控制自毀命珠而亡。 |
| 王婉娟                                   | 龙母          | 五大家族古族龙母，將古族象征龍母的寶物“鎮天弓”傳給薰兒。 |
| 高广泽                                   | 古天威        | 古族大公子，四叔之子。 |
| 苗溢伦                                   | 古天仪        | 古族二公子。 |
| 辛芷蕾                                   | 美杜莎        | 冷艳绝美，倾国倾城。於蛇人國被攻打時，在利用“青莲地心火”冲击鬥宗时进化为上古异兽七彩吞天蟒，之后本体被萧炎收入带走，从此与七彩吞天蟒成为共生状态并陪伴在萧炎身边。 |
| 杜厚佳                                   | 墨巴斯        | 蛇人帝国殿前将军。 |
| 徐可珑                                   | 青鳞          | 蛇人帝国女将军，擁有世間罕見的眼睛"碧眼三花瞳"。 |
| 徐少強                                   | 納蘭桀        | 纳蘭嫣然祖父，鬥王强者，在族內被人長期下毒，後讓蕭炎（岩梟）稍稍拉回生死線，但最終還是被血宗重下重毒攻心而亡。 |
| 曾江                                     | 云山          | 云岚宗五十三代宗主，云韵师父。三年之約時，被萧炎用鬥帝傳受的“天地變”打傷而亡。 |
| 蘇青                                     | 云韵          | 五大家族云岚宗首席弟子。云嵐宗的少主，納蘭嫣然的師姐，和蕭炎成為亦師亦友，亦敵亦邪的牽動，對感情執著，曾被人拋棄，和師父不同，為人比較善良。 |
| 崔鹏                                     | 古河          | 云岚宗长老，六品炼药师，魂殿爪牙。為人做事精細，心狠手辣，也是迦南學院的煉藥學院的教導師。 |
| 杜玉明                                   | 折云手        | 云岚宗十三长老、滅蕭家滿門，三年之約時，被萧炎用鬥帝傳受的“天地變”打傷而亡。 |
| 苗皓鈞                                   | 葛葉          | 納蘭家族的一員，在迦南學院為「鬥者」訓練教官，對蕭炎及其嚴格、諷刺及虐待。 |
| 蘇倩薇                                   | 若琳          | 迦南學院的教學三長老之一。負責迦南學院的安全，院內創立幫派批改，是校院門口的負責人。對蕭炎等人非常友善。 |
| 朱曉漁                                   | 米騰山        | 迦南學院的校長，對人對事均保持中立，凡事公平對待。對血宗，魂殿皆抗之。迦南学院長老，為人正直，不服惡人的擺布。 |
| 郭曉峰                                   | 法犸          | 加玛帝国炼药师公会会长，六品炼药师。实际上灵魂被魂灭生所囚禁，并逼迫其制造出无数的分身及傀儡扰乱鬥气大陆。后于第27集（卫视版）让萧炎的骨灵冷火烧死自己放在魂殿祭壇上的本尊。                                                                                             |
| 谷嘉誠                                   | 虎伽          | 原著版虎伽为迦南学院外院副院长之孙，内心女性，天赋异禀，被称为"人妖男"。迦南学院外院副院长孙女，被称为“妖女”，在本劇中改為男性，蕭炎好友之一。 |
| 伍嘉成                                   | 昊天          | 修炼血色鬥气，嗜血，外号血剑，对萧炎的实力心服口服并发誓有一天要战胜萧炎，也是个光明磊落的主。进入内院后与萧炎、萧薰儿以及虎伽结为一个团体，迦南学院执法队成员，唯一煉藥學院學生之一跟著鬥者一起的好友，蕭炎好友之一。                                                   |
| 肖戰                                     | 林修崖        | 父母为魂殿所害，跟随叔叔成长于魔兽山脉佣兵团，擅长围捕魔兽。进入迦南学院内院后，加入萧炎建立的炎帮并成为主要成员。林修崖身形修长，外貌十分俊朗，在内院极具个人魅力。迦南学院内院强榜前第二高手。                                                                         |
| 王藝哲                                   | 女主持人      | 學生會女主持人。 |
| 陳澤希                                   | 夜嵐          | 出云帝国皇太子，为人正直。后为出云帝国皇帝。 |
| 彭楚粵                                   | 韓閑          | 迦南学院药帮帮主，精通炼药，身手不凡，萧炎好友之一。 |
| 王亦凡                                   | 雷雄          | 迦南学院学生，“黑白双煞”之一。 |
| 向辰                                     | 叶逊          | 迦南学院学生，“黑白双煞”之一。 |
| 华程                                     | 白程          | 迦南学院学生，白山哥哥。 |
| 王海祥                                   | 白山          | 迦南学院学生，白程弟弟，三星大鬥師。 |
| 丁桥                                     | 墨承          | 墨家人的當家，後亡於美杜莎之手。 |
| 郭子渝                                   | 范凌          | 血宗范崂之子。專長：精通煉藥、精神攻擊，於藥師公會大比時，以魂族身分自行參加大比，在神山圖快關閉時，因惡意阻擋選手出神山圖，與蕭炎大打出手，最終亡於蕭炎之手。 |

## 主題曲
| 曲序 | 曲目               |             | 作曲   | 编曲   | 演唱                                      |
| ---- | ------------------ | ----------- | ------ | ------ | ----------------------------------------- |
| 1.   | 寒鸦少年（片头曲） | 丁彦雪      | 华晨宇 | 郑楠   | 华晨宇                                    |
| 2.   | 斗破苍穹（片尾曲） | 陳曦        | 陳曦   | 薛峰   | X玖少年团（伍嘉成、谷嘉诚、彭楚粤、肖战） |
| 3.   | 修炼歌（插曲）     | 陳曦        | 董冬冬 | 薛峰   | 伍嘉成                                    |
| 4.   | 山水少年心（插曲） | 申亞東      | 郭好為 | 郭好為 | 魏巡                                      |
| 5.   | 許你（插曲）       | 陳曦        | 董冬冬 | 閆天午 | 林允                                      |
| 6.   | 醫心（宣傳曲）     | 申亞東      | 郭好為 | 郭好為 | 蘇青                                      |
| 7.   | 等我（宣傳曲）     | 王往        | 王子   | 鐘磊   | 彥希                                      |
| 8.   | 焚天（宣傳曲）     | 生昊、Three | Three  | 沈會斌 | 李子峰                                    |
| 9.   | 夢留香（宣傳曲）   | 王往        | 王子   | 張宗煒 | 劉美彤                                    |
| 10.  | 英雄               |             | 董冬冬 |        |                                           |